# Balzamasta jela
Balzamasta jela (balzamna jela; lat. Abies balsamea), vrsta crnogoričnog drveta iz Sjeverne Amerike, raširano kroz južnu Kanadu od Alberte do Atlantske obale i u SAD-u od Minnesote i Iowe na istok do Atlantika. Nacionalno je drvo države Novi Brunswick (Kanada).
Upola je manja od himalajskog cedra, naraste do 25 metara visine, i konusne je krošnje, sve do tla. Korijen joj je plitak, površinski, kora sivosmeđa, kod starijeg stabla ispucana.
Uzgaja se u skupinama ili pojedinačno, a postoji više kultivara. Ponekad se uzgaja i za božićno drvce.
Smola balzamaste jele nakon što se zagrije na 160° koristi se kao cement, i ljepilo za staklo kod izrade optičkih instrumenata.